# Lloyd's List
Lloyd's List is een Engels dagblad met scheepvaartnieuws, dat al verschijnt sinds 1734. De uitgave van 1 februari 2007 had nummer 59348. De naam is die van Edward Lloyd, dezelfde die aan de wieg stond van de verzekeringsmarkt Lloyd's of London. Beide instituten zijn belangrijk in de scheepvaart, maar krant en verzekeringsmarkt zijn onafhankelijk.

## Eerste eeuw
De uitgave is begonnen door de eigenaars van Lloyd's Coffee House in Londen, en vermeldde – zoals de titel ook aangeeft – overzichten van scheepsbewegingen van marine- en koopvaardijschepen. In hetzelfde koffiehuis was ook de Lloyd's-verzekeringsmarkt begonnen, en de marktpartijen hadden behoefte aan dergelijke betrouwbare informatie.
Edward Lloyd (†1713), naar wie het koffiehuis en daardoor ook de krant is vernoemd, begon reeds eerder het blad Lloyd's News, maar dat blad bestond slechts een half jaar, tot februari 1697. Zevenendertig jaar later, en 21 jaar na het overlijden van Edward Lloyd, begonnen de erfgenamen/eigenaars van het koffiehuis William Newton en vooral Thomas Jemson met de uitgave. Het koffiehuis was toen al het belangrijkste ontmoetingspunt voor scheepvaartlieden in Londen. Een belangrijke toevoeging aan de journalistiek was dat de schrijvers niet afgingen op roddels, afgeluisterde gesprekken en geruchten, maar op gecontroleerde feiten over scheepsbewegingen in alle belangrijke havens. In de periode 1769-1771 bracht concurrent New Lloyd's Coffee House de New Lloyd's List uit. Vanaf 1773 bleef alleen New Lloyd's List over, waarvan in 1779 het woord New weggelaten werd.
De uitgaven vanaf 1741 zijn nog bewaard, maar van de eerste eeuw zijn vijf oude jaargangen verdwenen uit de archieven. Sinds 1837 verschijnt de krant zesmaal per week (niet op zondag), uitgegeven door de Corporation of Lloyd's.

## Heden
Thans verschijnt de krant vijfmaal per week en voor internetabonnees zijn actuelere gegevens beschikbaar. Voor Australië is een uitgebreidere, op alle transportvormen gerichte uitgaven "Lloyd's List DSN" beschikbaar.
Later werden de onderwerpen uitgebreid met nieuws over de scheepvaart in ruimere zin, zoals marktsituaties en rederijfusies, en af en toe een opiniestuk.
Sinds 2002 wordt gebroken met een oude gewoonte: een schip wordt onzijdig aangeduid (it, het) en niet meer vrouwelijk (she, zij).
Tegenwoordig wordt Lloyd's List gepubliceerd door de eigenaren IBC en T&F Informa, gespecialiseerd in financiële publicaties.